# Ameiva
Ameiva és un gènere de sauròpsids (rèptils) escatosos de la família Teiidae. Les espècies d'aquest gènere viuen a Amèrica del Nord, Central i del Sud, així com a les Antilles.

## Taxonomia
- Ameiva ameiva (Linnaeus, 1758)
- Ameiva anomala Echternacht, 1977
- Ameiva atrata Garman, 1887
- Ameiva atrigularis (Garman, 1887)
- Ameiva auberi Cocteau, 1838
- Ameiva bifrontata Cope, 1862
- Ameiva bridgesii (Cope, 1869)
- Ameiva chaitzami Stuart, 1942
- Ameiva chrysolaema Cope, 1868
- Ameiva cineracea (Barbour & Noble, 1915) †
- Ameiva corax Censky & Paulson, 1992
- Ameiva corvina Cope, 1861
- Ameiva dorsalis Gray, 1838
- Ameiva edracantha Bocourt, 1874
- Ameiva erythrocephala Daudin, 1802
- Ameiva exsul Cope, 1862
- Ameiva festiva (Lichtenstein, 1856)
- Ameiva fuscata Garman, 1887
- Ameiva leberi Schwartz & Klinikowski, 1966
- Ameiva leptophrys (Cope, 1893)
- Ameiva lineolata Duméril & Bibron, 1839
- Ameiva major Duméril & Bibron, 1839 †
- Ameiva maynardi Garman, 1888
- Ameiva niceforoi Dunn, 1943
- Ameiva orcesi Peters, 1964
- Ameiva pantherina Ugueto & Harvey, 2011
- Ameiva parecis (Colli, Costa, Garda, Kopp, Mesquita, Péres, Valdujo, Vieira & Wiederhecker, 2003)
- Ameiva plei Duméril & Bibron, 1839
- Ameiva pluvianotata Garman, 1887
- Ameiva polops Cope, 1862
- Ameiva praesignis (Baird & Girard, 1852)
- Ameiva provitaae Garcia-Perez, 1995
- Ameiva quadrilineata (Hallowell, 1861)
- Ameiva septemlineata Duméril, 1851
- Ameiva taeniura Cope, 1862
- Ameiva undulata (Wiegmann, 1834)
- Ameiva vittata (Boulenger, 1902)
- Ameiva wetmorei Stejneger, 1913